# Bahnhof Einöd (Saar)
Der Bahnhof Einöd (Saar) – anfangs Einöd i. d. Pfalz – ist eine Eisenbahnbetriebsstelle des Homburger Stadtteils Einöd. Er wurde am 7. Mai 1857 als Durchgangsbahnhof der Bahnstrecke Homburg–Zweibrücken eröffnet. Am 1. April 1879 wurde er mit Freigabe der damals in Zweibrücken beginnenden Bliestalbahn zum Bahnknotenpunkt. Später wurde der Bahnhof Teil des neu geschaffenen Saargebiets und später des Saarlandes, wodurch er zeitweise als Zollbahnhof fungierte. Bedingt durch eine damit einhergehende Änderung der Verkehrsströme wurde der ursprüngliche Abschnitt der Bliestalbahn Zweibrücken–Einöd–Bierbach Teil der heutigen Bahnstrecke Landau–Rohrbach. Mit der Einstellung des Personenverkehrs zwischen Homburg und Zweibrücken im Jahr 1989 gab es keinen Personenverkehr mehr. 
2009 wurde ein neuer Haltepunkt im östlichen Teil des ehemaligen Bahnhofes in Betrieb genommen. 

## Lage
Der Bahnhof befand sich am südwestlichen Siedlungsrand von Einöd. Die Bahnstrecke Landau–Rohrbach verläuft in diesem Bereich von Nordwest nach Südost. Südlich seines Einzugsgebiets verläuft parallel zu den Bahngleisen die örtliche Raiffeisenstraße.
Da der Bahnhof als Teil der Bahnstrecke Homburg–Zweibrücken entstand, lag er entlang dieser beim Streckenkilometer 7,4. Als die Direktverbindung nach Bierbach als Teil der Bliestalbahn entstand, befand er sich dort beim Streckenkilometer 3,476. Im Lauf der Jahrzehnte bekam die Relation Bruchsal–Germersheim–Landau–Zweibrücken–Rohrbach mehr Gewicht, so wurde im frühen 20. Jahrhundert eine neue Kilometrierung angelegt, die auf der Germersheimer Rheinbrücke an der Grenze zwischen Baden und Bayern begann; entsprechend befand sich der Bahnhof fortan bei Streckenkilometer 100,08.

## Geschichte

### Anfangszeit (1850–1900)
Nachdem eine Streckenführung der im Zeitraum von 1847 bis 1849 eröffneten Pfälzischen Ludwigsbahn Ludwigshafen–Bexbach über Zweibrücken gescheitert war, liefen Pläne, eine in Homburg beginnende Stichstrecke über Einöd bis zur ehemaligen Residenzstadt Zweibrücken zu errichten. Diese wurde am 7. Mai 1857 als vierte Bahnstrecke innerhalb der Pfalz nach der Ludwigsbahn, der Stichbahn Schifferstadt–Speyer und der Maximiliansbahn Neustadt–Wissembourg eröffnet. Einöd i. d. Pfalz war neben Schwarzenacker eine von zwei Unterwegsstationen zwischen Homburg und Zweibrücken.
Bei den Planungen der Bliestalbahn spielte der Bahnhof Einöd zunächst keine Rolle. Diese sollte im Bereich um Lautzkirchen von der in den Jahren 1866 und 1867 eröffneten Würzbachbahn Schwarzenacker–St. Ingbert abzweigen. Auf Betreiben des zuständigen Ingenieurs wurde eine Durchbindung der Strecke bis nach Zweibrücken ins Spiel gebracht. Bis Einöd sollte sie parallel zur Bahnstrecke Homburg–Zweibrücken verlaufen, wobei anschließend eine Verbindungskurve zwischen Einöd und Bierbach geschaffen werden sollte. Ausschlaggebend dafür war die Tatsache, dass die Strecke konzeptionell als Fortsetzung der ebenfalls zu dieser Zeit entstehenden Strecke Landau–Zweibrücken dienen sollte. Zudem gehörten die Orte im Bliestal größtenteils zum Bezirksamt Zweibrücken. Darüber hinaus sollte das benachbarte Homburg nicht zu viel Macht als Eisenbahnknotenpunkt erhalten. Bereits am 15. Oktober 1877 war der Streckenabschnitt Zweibrücken–Bierbach fertiggestellt, um Züge der Relation Zweibrücken–St. Ingbert zu ermöglichen.
Waren die Bliestalbahn und die Strecke nach Homburg trotz ihres gemeinsamen Laufwegs zwischen Zweibrücken und Einöd zunächst zwei voneinander unabhängige eingleisige Strecken, so wurden 1888 für den Kohleverkehr der Relation Neunkirchen–Bexbach–Homburg–Einöd– beziehungsweise Saarbrücken–St. Ingbert–Einöd–Zweibrücken–Landau die Gleisanlagen so umgebaut, dass fortan zweigleisiger Verkehr von Bierbach bis Landau möglich war. Im selben Jahr wurde Einöd, bislang offiziell eine „Haltestelle“, in eine Station umgewandelt. Damit einhergehend fand eine Erweiterung des Empfangsgebäudes statt.

### Weitere Entwicklung
Nach dem Ausbruch des Ersten Weltkriegs 1914 fuhren vom 9. bis 16. August pro Tag 50 Militärzüge von Germersheim aus über Landau und von dort aus via Zweibrücken durch den Bahnhof; 30 von ihren gelangten nach Saarbrücken und 20 nach Saargemünd. Entsprechend kam der planmäßige Verkehr zunächst zum Erliegen.
Nach der deutschen Niederlage des Ersten Weltkriegs wurde der Bahnhof mit Wirkung des 10. März 1920 dem neu geschaffenen Saargebiet zugeschlagen, das die Siegermächte für die Dauer von 15 Jahren unter die Verwaltung des Völkerbundes stellten. Da die Grenze dieses neu geschaffenen Territoriums zwischen Einöd und Zweibrücken verlief, wurde die Bahnstation, die entsprechend die neue Bezeichnung Einöd (Saar) erhielt, folglich zum Zollbahnhof. Für sie war fortan die Saareisenbahn zuständig, die aus der vormaligen preußischen Eisenbahndirektion Saarbrücken hervorgegangen war. Dies bewirkte unter anderem, dass die Züge der Bliestalbahn, die zuvor auf Zweibrücken ausgerichtet war fortan vorzugsweise über Schwarzenacker nach Homburg gelangten. Die Verbindung Zweibrücken–Einöd–Bierbach hatte sich bereits in den Jahrzehnten zuvor zu einem Teil der Bahnstrecke Landau–Rohrbach entwickelt. 1935 entfielen mit der Rückgliederung des Saargebiets die Zollkontrollen. Im Zuge der Rückgliederung des Saargebiets am 1. März 1935 war für den Bahnhof fortan die Reichsbahndirektion Saarbrücken zuständig; gleichzeitig entfielen die Zollkontrollen.

### Seit 1945
Nach dem Zweiten Weltkrieg wiederholte sich das Procedere. Einöd wurde abermals Teil des nun Saarland genannten Gebiets und dadurch ab September 1946 erneut zum Zollbahnhof. Dies hatte zur Folge, dass die Züge der Bliestalbahn dauerhaft über Schwarzenacker nach Homburg fuhren. Der Verkehr nach Zweibrücken, das im Gegensatz zu den Orten entlang der Blies Teil des neugeschaffenen Rheinland-Pfalz wurde, verlor dadurch weiter an Bedeutung. Bereits 1986 hegte die Deutsche Bundesbahn Pläne, den Bahnhof aufzugeben. Am 26. Mai 1989 endete der Personenverkehr der Relation Homburg–Zweibrücken. Gleichzeitig wurde der Bahnhof Einöd für den Personenverkehr aufgelassen. Er blieb jedoch als Betriebsbahnhof für Güterzüge aus beziehungsweise in Richtung Homburg zunächst erhalten, ehe die Strecke zwischen Homburg und Einöd am 28. September 1996 stillgelegt wurde. Ein Jahr später folgte die Demontage der Verbindungskurve nach Schwarzenacker. Erst 2009 erhielt Einöd erneut einen Haltepunkt, der östlich im Bereich des ersten, bis 1925 betriebenen Empfangsgebäudes liegt.

## Bauwerke
Das ursprüngliche Empfangsgebäude entstand 1857 mit Eröffnung der Strecke von Homburg nach Zweibrücken. Es war bis 1925 in Betrieb und wurde 1937 abgerissen. Hintergrund dieser Maßnahme war die Tatsache, dass wegen seiner Funktion als Zollbahnhof eine Erweiterung der Gleise für den Güterverkehr und die Schaffung einer Militärrampe vorgesehen war. Sein Nachfolger wurde inzwischen in ein Wohnhaus umgewandelt. Hinzu kamen zwei Stellwerke mit der Bezeichnung Einöd West und Einöd Ost, die 1969 abgerissen wurden.

## Verkehr

### Personenverkehr
Obwohl der Bahnhof Eisenbahnknotenpunkt war, erlangte er nie eine größere Bedeutung. Dies lag zum einen an seiner Nähe zu den Städten Homburg und Zweibrücken, die im Laufe der Jahre ebenfalls an Bedeutung gewannen, und zum anderen an der Grenzziehung des Saargebiets beziehungsweise des Saarlands. Darüber hinaus spielte die 1973 erfolgte Eingemeindung von Einöd nach Homburg eine gewichtige Rolle, wodurch vor Ort die Verkehrsströme in Ost-West-Richtung ebenfalls abnahmen.
Seit 2009 verkehrt hier stündlich die RB 68 Saarbrücken–Pirmasens.

### Güterverkehr
Bedeutende Kunden im Güterverkehr waren je ein Unternehmen, das Ketten produzierte und eines, das Zigarren herstellte. 1886 wurden am Bahnhof 796,47 Tonnen Güter empfangen beziehungsweise versandt, davon 140 Tonnen Kohle. In den beiden Folgejahrzehnten nahm es kontinuierlich zu. 1895 waren es bereits 2680,905 Tonnen, davon 95 Tonnen Kohle.